# ناحیه روبیریزی
ناحیه روبیریزی (به لاتین: Rubirizi District) یک منطقهٔ مسکونی در اوگاندا است که در استان غربی، اوگاندا واقع شده‌است. ناحیه روبیریزی ۱۲۹٬۱۴۹ نفر جمعیت دارد و ۱٬۷۶۴ متر بالاتر از سطح دریا واقع شده‌است.